# 霧島賞
霧島賞（きりしましょう）は佐賀競馬場で行われている競馬の競走である。佐賀競馬では重賞として行われている。

## 概要
当初は中央競馬の小倉競馬場で行われていた4歳以上900万円以下条件（現在の3歳以上2勝クラスに相当。馬齢・クラス表記はいずれも1996年当時）の特別競走で、この当時から現在に至るまで九州産馬限定の競走である。1997年に九州の地方競馬3場による持ち回り開催に移行するも中津競馬の廃止による影響などもあり2001年からは荒尾競馬場での開催に固定化、当地における優勝賞金最高額の競走として存在感を誇っていた。2011年限りで荒尾競馬場が廃止となったことから、2012年からは佐賀競馬場での開催となっている。
2007年は8月28日に開催が予定されていたが中央競馬で馬インフルエンザの流行が確認されたことを受け、荒尾競馬組合は同月17日に中止を決定、2008年1月29日に改めて開催された。
中央競馬での施行時から、九州産馬にとって最大の目標とされていたレースであり、「九州産馬の天皇賞」と形容されることがある。

### 条件・賞金等（2025年）
出走条件
サラブレッド系3歳以上九州産馬（指定交流）
- 中央所属2勝クラス以下、地方所属オープン
- トライアルの「えびの特別」と「大隅特別」の勝ち馬に本競走の優先出走権が与えられている。

負担重量
別定
賞金額
1着800万円、2着256万円、3着144万円、4着96万円、5着64万円、着外12万8000円。
副賞
九州農政局長賞、熊本県畜産農業協同組合連合会会長賞、佐賀県馬主会会長賞、佐賀県競馬組合管理者賞（調・騎・厩・助）、鹿児島県知事賞（生産者）、九州軽種馬協会会長賞（生産者）、JRA生産者賞

## 歴代優勝馬

### 中央競馬
| 施行日         | 競馬場 | 距離  | 優勝馬             | 性齢 | タイム | 優勝騎手   | 管理調教師 |
| -------------- | ------ | ----- | ------------------ | ---- | ------ | ---------- | ---------- |
| 1960年7月17日  | 小倉   | 1700m | ムソウ             | 牡3  | 1:46.9 | 二分久男   | 布施文蔵   |
| 1961年7月23日  | 小倉   | 1800m | ヤングチカラ       | 牝3  | 1:54.0 | 栗田勝     | 木村寛     |
| 1962年10月7日  | 小倉   | 1800m | カナボー           | 牡3  | 1:53.6 | 服部正利   | 千倉政雄   |
| 1963年10月6日  | 小倉   | 1800m | ニシモロ           | 牡3  | 1:54.0 | 中野勝也   | 曽場広作   |
| 1964年7月12日  | 小倉   | 1800m | ゴーケン           | 牡4  | 1:55.1 | 杉村一馬   | 千倉政雄   |
| 1965年8月1日   | 小倉   | 2000m | ヒウガチエリー     | 牝4  | 2:06.4 | 中野勝也   | 田之上勲   |
| 1966年8月7日   | 小倉   | 2000m | ヒウガチエリー     | 牝5  | 2:08.8 | 中野勝也   | 田之上勲   |
| 1967年9月24日  | 小倉   | 2000m | マキノクラウン     | 牝4  | 2:05.3 | 領家政蔵   | 曽場広作   |
| 1968年9月8日   | 小倉   | 2000m | アマクニ           | 牝4  | 2:04.9 | 武邦彦     | 柳田次男   |
| 1969年12月21日 | 小倉   | 2000m | キングスピード     | 牡3  | 2:06.1 | 武田悟     | 夏村辰男   |
| 1970年7月12日  | 小倉   | 1800m | フクヤング         | 牡3  | 1:54.0 | 四位満教   | 柳田次男   |
| 1971年8月22日  | 小倉   | 1800m | アスポロ           | 牡3  | 1:53.0 | 武田悟     | 夏村辰男   |
| 1972年7月16日  | 小倉   | 1800m | サンコオーアリス   | 牝3  | 1:52.4 | 藤岡範士   | 土門健司   |
| 1973年7月29日  | 小倉   | 1800m | アサカフジ         | 牝3  | 1:52.8 | 広松孝司   | 杉村政春   |
| 1974年8月18日  | 小倉   | 1800m | ヤングオー         | 牡3  | 1:52.7 | 四位満教   | 柳田次男   |
| 1975年8月23日  | 小倉   | 1700m | トリコロール       | 牝4  | 1:45.7 | 田之上幸男 | 田之上勲   |
| 1976年8月21日  | 小倉   | 1600m | ソウキジン         | 牡4  | 1:37.6 | 田之上幸男 | 田之上勲   |
| 1977年9月27日  | 小倉   | 1700m | ソウキジン         | 牡5  | 1:46.1 | 田之上幸男 | 田之上勲   |
| 1978年8月19日  | 小倉   | 1700m | センシュウイチ     | 牝3  | 1:44.6 | 加用正     | 瀬戸口勉   |
| 1979年9月1日   | 小倉   | 1700m | ツカサパワー       | 牡3  | 1:45.6 | 加用正     | 瀬戸口勉   |
| 1980年8月30日  | 小倉   | 1700m | ダンツキング       | 牡3  | 1:52.9 | 安田隆行   | 梶与三男   |
| 1981年8月29日  | 小倉   | 1700m | ナンシンチャリー   | 牝3  | 1:44.1 | 田原成貴   | 谷八郎     |
| 1982年8月22日  | 京都   | 1600m | カシノエイト       | 牡5  | 1:36.0 | 加用正     | 須貝彦三   |
| 1983年9月3日   | 小倉   | 1700m | ミリオントラッド   | 牝4  | 1:43.8 | 高橋隆     | 戌亥信義   |
| 1984年8月19日  | 小倉   | 1700m | ナンシンエクセラー | 牡3  | 1:44.7 | 田島信行   | 谷八郎     |
| 1985年8月18日  | 小倉   | 1700m | テンマプリンセス   | 牝4  | 1:45.0 | 岩元市三   | 境直行     |
| 1986年8月17日  | 小倉   | 1700m | ヨシノサキガケ     | 牡3  | 1:44.4 | 吉永良人   | 吉永猛     |
| 1987年8月16日  | 小倉   | 1700m | ナンシンレオ       | 牡3  | 1:44.1 | 田島良保   | 谷八郎     |
| 1988年8月14日  | 小倉   | 1700m | オーゴンチカラ     | 牡4  | 1:45.0 | 丸山勝秀   | 土門一美   |
| 1989年8月13日  | 小倉   | 1700m | ニューチャンピオン | 牡4  | 1:45.4 | 田原成貴   | 谷八郎     |
| 1990年8月11日  | 小倉   | 1700m | ケンセイレインボー | 牡4  | 1:46.8 | 松本達也   | 藤岡範士   |
| 1991年8月11日  | 小倉   | 1700m | ウイニングヒロオー | 牡3  | 1:44.6 | 田島良保   | 浅見国一   |
| 1992年8月16日  | 小倉   | 1700m | ウイニングヒロオー | 牡4  | 1:44.3 | 武豊       | 浅見国一   |
| 1993年8月15日  | 小倉   | 1700m | ブーケファロス     | 牝4  | 1:45.5 | 田原成貴   | 谷八郎     |
| 1994年8月14日  | 小倉   | 1700m | ボールドテンダー   | 牡4  | 1:44.7 | 小屋敷昭   | 野元昭     |
| 1995年8月20日  | 小倉   | 1700m | ターフジェニック   | 牝3  | 1:43.9 | 幸英明     | 谷八郎     |
| 1996年8月18日  | 小倉   | 1800m | カシノテンリュウ   | 牡3  | 1:49.8 | 須貝尚介   | 須貝彦三   |

- コース：芝。
- 2000年以前の優勝馬の馬齢も現表記を用いる。

### 地方競馬
| 回数   | 施行日        | 競馬場 | 距離  | 優勝馬             | 性齢 | 所属 | タイム | 優勝騎手 | 管理調教師 | 馬主               |
| ------ | ------------- | ------ | ----- | ------------------ | ---- | ---- | ------ | -------- | ---------- | ------------------ |
| 第1回  | 1997年8月15日 | 佐賀   | 1800m | ウットマン         | 牡8  | 佐賀 | 2:03.1 | 北村欣也 | 山田勇     | （有）あたごホース |
| 第2回  | 1998年8月13日 | 荒尾   | 1500m | ウットマン         | 牡9  | 佐賀 | 1:39.6 | 北村欣也 | 山田勇     | （有）あたごホース |
| 第3回  | 1999年8月16日 | 佐賀   | 1800m | インターネット     | 牡6  | 中津 | 2:00.6 | 安東章   | 高田豊治   | 吉永清人           |
| 第4回  | 2000年8月14日 | 中津   | 1760m | シンセイマーク     | 牡5  | 荒尾 | 1:58.0 | 牧野孝光 | 畑田修治   | 最勝寺俊治         |
| 第5回  | 2001年8月20日 | 荒尾   | 1500m | アイティースワロー | 騸4  | JRA  | 1:36.4 | 太宰啓介 | 柴田光陽   | 井門敏雄           |
| 第6回  | 2002年8月13日 | 荒尾   | 1500m | マークオー         | 牡5  | JRA  | 1:37.5 | 熊沢重文 | 松田博資   | 服部フチ           |
| 第7回  | 2003年8月12日 | 荒尾   | 1500m | カシノコールミー   | 牝4  | JRA  | 1:35.7 | 西原玲奈 | 須貝彦三   | 柏木務             |
| 第8回  | 2004年8月3日  | 荒尾   | 1500m | ベルガモットシール | 牝4  | 佐賀 | 1:36.0 | 山口勲   | 東美義     | 片山建治           |
| 第9回  | 2005年7月27日 | 荒尾   | 1500m | キングプログレス   | 牡3  | JRA  | 1:34.0 | 吉井浩和 | 佐山優     | 林順子             |
| 第10回 | 2006年8月9日  | 荒尾   | 1500m | ターボフラッシュ   | 牡5  | JRA  | 1:34.5 | 鮫島克也 | 谷潔       | 釘田静義           |
| 第11回 | 2008年1月29日 | 荒尾   | 1500m | ナセ               | 牡5  | 佐賀 | 1:35.2 | 鮫島克也 | 東美義     | 片山建治           |
| 第12回 | 2008年9月10日 | 荒尾   | 1500m | テイエムジカッド   | 牡5  | JRA  | 1:34.8 | 村島俊策 | 木原一良   | 竹園正繼           |
| 第12回 | 2008年9月10日 | 荒尾   | 1500m | テイエムミゴテカ   | 牝5  | JRA  | 1:34.8 | 和田竜二 | 岩元市三   | 竹園正繼           |
| 第13回 | 2009年9月9日  | 荒尾   | 1500m | カシノヨウスケ     | 牡4  | JRA  | 1:33.9 | 吉田隆二 | 須貝彦三   | 柏木務             |
| 第14回 | 2010年8月26日 | 荒尾   | 1500m | テイエムヨカドー   | 牝6  | 船橋 | 1:35.3 | 森泰斗   | 渋谷信博   | 竹園正繼           |
| 第15回 | 2011年8月24日 | 荒尾   | 1500m | メモリアルイヤー   | 牝3  | JRA  | 1:34.4 | 川田将雅 | 村山明     | 西村新一郎         |
| 第16回 | 2012年8月15日 | 佐賀   | 1400m | テイエムハエンカゼ | 牡3  | JRA  | 1:26.8 | 芹沢純一 | 鹿戸明     | 竹園正繼           |
| 第17回 | 2013年8月13日 | 佐賀   | 1400m | カシノデューク     | 牡4  | JRA  | 1:27.6 | 鮫島克也 | 二本柳俊一 | 柏木務             |
| 第18回 | 2014年8月19日 | 佐賀   | 1400m | テイエムゲッタドン | 牡3  | JRA  | 1:28.1 | 和田竜二 | 山内研二   | 竹園正繼           |
| 第19回 | 2015年8月18日 | 佐賀   | 1400m | カシノランナウェイ | 騸5  | JRA  | 1:27.8 | 大下智   | 池添学     | 柏木務             |
| 第20回 | 2016年8月18日 | 佐賀   | 1400m | キヨマサ           | 牡4  | JRA  | 1:28.2 | 福永祐一 | 大根田裕之 | 岡浩二             |
| 第21回 | 2017年8月16日 | 佐賀   | 1400m | キヨマサ           | 牡5  | 兵庫 | 1:28.1 | 内田博幸 | 松浦聡志   | 岡浩二             |
| 第22回 | 2018年9月11日 | 佐賀   | 1400m | コウユーヌレエフ   | 牡4  | JRA  | 1:28.0 | 川又賢治 | 齋藤崇史   | 加治屋貞光         |
| 第23回 | 2019年7月30日 | 佐賀   | 1400m | キヨマサ           | 牡7  | 兵庫 | 1:26.8 | 山口勲   | 松浦聡志   | 岡浩二             |
| 第24回 | 2020年9月8日  | 佐賀   | 1400m | テイエムノサッタ   | 牝4  | JRA  | 1:29.0 | 田中健   | 濱田多實雄 | 竹園正繼           |
| 第25回 | 2021年8月11日 | 佐賀   | 1400m | テイエムチューハイ | 牡7  | JRA  | 1:28.7 | 石川慎将 | 五十嵐忠男 | 竹園正繼           |
| 第26回 | 2022年8月4日  | 佐賀   | 1400m | テイエムラッシュ   | 牡5  | JRA  | 1:28.0 | 石川慎将 | 五十嵐忠男 | 竹園正繼           |
| 第27回 | 2023年8月16日 | 佐賀   | 1400m | イチザウイナー     | 牡4  | JRA  | 1:29.7 | 山下裕貴 | 大橋勇樹   | 奈良崎孝一郎       |
| 第28回 | 2024年7月9日  | 佐賀   | 1400m | ルピナステソーロ   | 牝6  | 高知 | 1:28.4 | 永森大智 | 宮川真衣   | 冨谷昌弘           |
| 第29回 | 2025年7月22日 | 佐賀   | 1400m | ルピナステソーロ   | 牝7  | 高知 | 1:28.6 | 永森大智 | 宮川真衣   | 冨谷昌弘           |

- コース：ダート。
- 第11回は馬インフルエンザ発生による影響のため、2007年8月28日の予定だったが延期された。
- 出走条件：サラブレッド系九州産馬・中央競馬3歳（旧4歳）以上2勝クラス[注 2]、地方競馬3歳（旧4歳）以上オープン
- 2000年以前の優勝馬の馬齢も現表記を用いる。

#### 各回競走結果の出典
- 霧島賞 歴代優勝馬 - 地方競馬全国協会
- netkeiba.com
  - 1960年、1961年、1962年、1963年、1964年、1965年、1966年、1967年、1968年、1969年、1970年、1971年、1972年、1973年、1974年、1975年、1976年、1977年、1978年、1979年、1980年、1981年、1982年、1983年、1984年、1985年、1986年、1987年、1988年、1989年、1990年、1991年、1992年、1993年、1994年、1995年、1996年

##### 馬主の出典
- JBISサーチ
  - 1997年、1998年、1999年、2000年、2001年、2002年、2003年、2004年、2005年、2006年、2008年、2008年、2009年、2010年、2011年、2012年、2013年、2014年、2015年、2016年、2017年、2018年、2019年、2020年、2021年、2022年、2023年、2024年、2025年